# Georges Barrère
Georges Barrère (Bordeaux, 31 ottobre 1876 – New York, 14 giugno 1944) è stato un flautista francese.
Studiò al conservatorio di Parigi e nel 1905, trasferitosi negli Stati Uniti, entrò come orchestrale nella New York Symphony Orchestra. Insegnò tra l'altro alla Julliard School of Music.
Il 16 febbraio 1936, a New York, presentò il suo nuovo flauto, interamente costruito in platino per il quale il compositore Edgard Varèse scrisse il famoso brano Density 21.5.